# Відкриті гірничі роботи

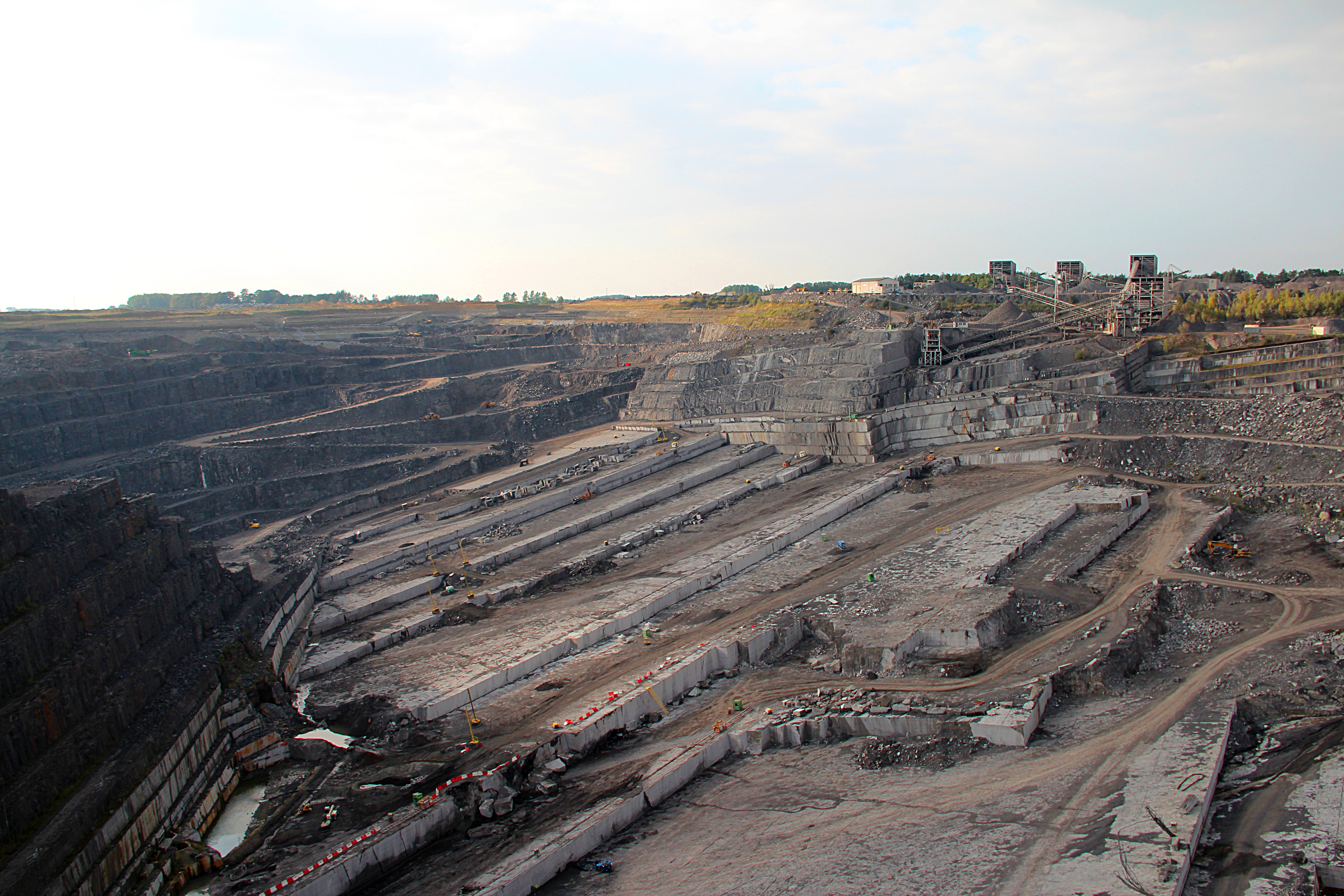
Відкриті гірничі роботи. Бельгія.

Відкриті гірничі роботи — комплекс гірничих робіт, що здійснюються з метою видобутку різних гірських порід, зокрема корисних копалин безпосередньо з поверхні.

## Загальний опис
Відкриті гірничі роботи ведуться шляхом утворення різних виїмок та котлованів, кар'єрів.
Найбільші масштаби В.г.р. пов'язані із вилученням корисних копалин з надр.
Відкриті гірничі роботи поділяються на гірничопідготовчі роботи, які об'єднують проведення виробок, розкриття та підготовку, завдяки чому утворюється транспортний доступ до вибоїв і початкового фронту гірничих робіт; розкривні (виймання, переміщення і складування у відвал порід розкриву); добувні (виймання, переміщення та складування чи розвантаження корисних копалин).

## Гранична глибина відкритих гірничих робіт
Гранична глибина відкритих гірничих робіт — межа по глибині економічно доцільної розробки родовища відкритим способом. Тобто глибина, на якій собівартість 1 т корисної копалини, видобутої відкритим способом, дорівнює 1 т корисної копалини, видобутої підземним способом.

## Екологічні проблеми
Викиди газу і пилу в атмосферу — неминучі наслідки сучасної технології видобутку залізних руд відкритим способом. Кар'єри, відвали і хвостосховища тільки одного гірничозбагачувального комбінату щорічно забруднюють атмосферу 35 — 39 тис. т пилу.
Відвали Криворізького басейну в залежності від висоти (45 — 105 м) виділяють за рік 42 — 65 тис. м³ пилу. Шламосховища додають ще 30 — 70 тис. т залізо — кварцового пилу.
Масовий вибух в кар'єрі призводить до утворення газопилової хмари об'ємом 15 — 20 млн куб. м. З неї протягом 2 — 5 годин в радіусі до 2 — 6 км випадає від 200 до 500 т пилу. Тільки від масових вибухів в кар'єрі п'яти гірничозбагачувальних комбінатів, які проводяться через кожні 7 — 10 діб, на місто випадає щоденно до 500 т пилу, який складається з оксидів заліза, кремнію та інших хімічних елементів. Під час вибухових робіт у нас використовується в основному тротил, від якого вже давно відмовилися у всьому світі. Внаслідок цього у газопиловій хмарі утворюється великий об'єм токсичних газів ще й від тротилу.